# Agglobus-CAVEM
Agglobus-CAVEM était un réseau de transport en commun couvrant les communes de l'ancienne CAVEM (devenue Esterel Côte d'Azur Agglomération) à savoir Fréjus, Saint-Raphaël, Puget-sur-Argens, Roquebrune-sur-Argens et les Adrets de l'Esterel ayant existé entre le 1er septembre 2013 et le 31 août 2022. Ce réseau a été remplacé par Esterel Côte d'Azur LeBus depuis le 1er septembre 2022.

## Histoire
Le 1er septembre 2013, la communauté d'agglomération de Fréjus Saint-Raphaël et la communauté de communes Pays Mer Estérel fusionnent et s'étendent à la commune des Adrets de l'Esterel pour devenir la Communauté d'Agglomération Var Esterel Méditerranée (CAVEM). A cette occasion, un réseau de bus unique appelé Agglobus-CAVEM est créé.

### Les exploitants
Du 1er septembre 2013 au 3 septembre 2017, les deux seuls exploitants était Esterel Cars, (du groupe Transdev), situé dans la ZI de La Palud à Fréjus et Rafael Bus, une société indépendante située au Cerceron, à Saint-Raphaël.
En janvier 2017, le nouvel appel d'offres fut remporté une nouvelle fois par ces deux exploitants (Esterel Cars n'appartenait plus à Transdev), mais un sous-traitant, la Société Varoise des Autocars (groupe Beltrame), situé à Puget-sur-Argens remporta quelques lignes. Ce qui fait 3 entreprises qui se partagent le marché. Ces changements fut appliqués dès le 4 septembre 2017, date de lancement du nouveau réseau.
En 2019, la famille Delli-Zotti rachète Rafael Bus puis Esterel Cars. Ces deux sociétés sont donc regroupées temporairement jusqu'à un appel d'offres qui ferait potentiellement perdre les entreprises à Delli-Zotti.

## Billettique et systèmes embarqués

### Billétique
Agglobus-CAVEM était équipé d'un système de Billetique DataCar Reflex depuis 2017. Pour les voyages à l'unité, des titres de transport papier sont distribués. Pour les abonnements et titres 10 voyages, ils sont chargés sur des cartes.
Ce système en septembre 2022 sur le réseau Esterel Côte d'Azur LeBus.

### Girouettes
Sur les HeuliezBus GX137L numérotés de 7 à 14, puis 16 et 50 à 58 ainsi que les autocars scolaire Iveco Crossway, était équipés de girouettes AeSys monochrome blanche. Pour piloter ces dernières, le réseau utilisait des pupitres tactile TC430. Cette console servait également à piloter l'information voyageurs.
Sur les véhicules qui circulait de manière éphémère, ce sont des girouettes Hanover, pilotées par un pupitre EG3 ou Eric+ selon les véhicules.
Toutes ces installations ont été réutilisées en septembre 2022 sur le réseau Esterel Côte d'Azur LeBus.

### SAE
Pendant des années, il n'avait aucun SAE ni aucune information voyageurs sur le réseau Agglobus-CAVEM. Il aura fallu attendre 2018 pour que ces systèmes commencent à être déployés (au moyen des pupitres TC430). Ce n'est qu'à partir de 2020 qu'un "vrai" SAE fut mis en place au moyen de PySae avec les fonctionnalités suivantes :

#### Côté conducteur
- Supervision de l'exploitation en temps réel
- Éditeur de plan de transport
- Application d'aide à la conduite

#### Côté voyageurs
- Application de suivi en temps réel[3]

Tout cela fut bien évidemment reconduit et même amélioré au lancement du réseau Esterel Côte d'Azur LeBus.

## Les différentes lignes

### Le réseau du 4 septembre 2017 au 31 août 2022.

#### Les lignes urbaines
| Ligne | Caractéristiques | Caractéristiques | Caractéristiques | Caractéristiques | Caractéristiques | Caractéristiques | Caractéristiques | Caractéristiques | Caractéristiques |
| 1     | Fréjus — Pin de la Lègue/Domaine du Capitou ⥋ Saint-Raphaël — Gare Routière/Lycée St-Exupéry | Fréjus — Pin de la Lègue/Domaine du Capitou ⥋ Saint-Raphaël — Gare Routière/Lycée St-Exupéry                                              | Fréjus — Pin de la Lègue/Domaine du Capitou ⥋ Saint-Raphaël — Gare Routière/Lycée St-Exupéry                                              | Fréjus — Pin de la Lègue/Domaine du Capitou ⥋ Saint-Raphaël — Gare Routière/Lycée St-Exupéry                                              | Fréjus — Pin de la Lègue/Domaine du Capitou ⥋ Saint-Raphaël — Gare Routière/Lycée St-Exupéry                                              | Fréjus — Pin de la Lègue/Domaine du Capitou ⥋ Saint-Raphaël — Gare Routière/Lycée St-Exupéry                                              | Fréjus — Pin de la Lègue/Domaine du Capitou ⥋ Saint-Raphaël — Gare Routière/Lycée St-Exupéry                                              | Fréjus — Pin de la Lègue/Domaine du Capitou ⥋ Saint-Raphaël — Gare Routière/Lycée St-Exupéry                                              | Fréjus — Pin de la Lègue/Domaine du Capitou ⥋ Saint-Raphaël — Gare Routière/Lycée St-Exupéry                                              |
| ----- | --- | --- | --- | --- | --- | --- | --- | --- | --- |
| 1     | Ouverture / Fermeture 4 septembre 2017 / 31 août 2022 | Longueur — | Durée — | Nb. d’arrêts — | Matériel — | Jours de fonctionnement L, Ma, Me, J, V, S, D                                                                                             | Jour / Soir / Nuit / Fêtes O / O / N / O                                                                                                  | Voy. / an — | Estérel Cars Fréjus |
| 1     | Desserte : Fréjus (21ème RIMA, Pôle BTP, Zoo, Domaine du Capitou, Lachenaud, Cais, Le Colombier, Gare Routière, Gare SNCF, Villeneuve, Ctre Cial Géant Casino, Base Nature, Port Fréjus, Fréjus Plage, Les Sablettes) ; Saint-Raphaël (Casino, Gare Routière). | | | | | | | | |
| 1     | Évolution : En septembre 2021, la ligne a changé de parcours entre Le Pin de La Lègue/Domaine du Capitou et la gare routière de Fréjus. Le passage par les Vernèdes et les Nectarines (correspondance avec la ligne 4) a été supprimée, la desserte étant assurée par la ligne 16. La ligne 1 passe dès lors par l'avenue Cousturier. La ligne dessert également le quartier de Villeneuve une seule fois via la Rose des Sables. Autre : La ligne fonctionnait en soirée uniquement en période estivale. | | | | | | | | |
| 1     | Dernière actualisation : — | | | | | | | | |
| 2     | Fréjus — Domaine du Capitou ⥋ Saint-Raphaël — Gare Routière | Fréjus — Domaine du Capitou ⥋ Saint-Raphaël — Gare Routière                                                                               | Fréjus — Domaine du Capitou ⥋ Saint-Raphaël — Gare Routière                                                                               | Fréjus — Domaine du Capitou ⥋ Saint-Raphaël — Gare Routière                                                                               | Fréjus — Domaine du Capitou ⥋ Saint-Raphaël — Gare Routière                                                                               | Fréjus — Domaine du Capitou ⥋ Saint-Raphaël — Gare Routière                                                                               | Fréjus — Domaine du Capitou ⥋ Saint-Raphaël — Gare Routière                                                                               | Fréjus — Domaine du Capitou ⥋ Saint-Raphaël — Gare Routière                                                                               | Fréjus — Domaine du Capitou ⥋ Saint-Raphaël — Gare Routière                                                                               |
| 2     | Ouverture / Fermeture 4 septembre 2017 / 31 août 2022 | Longueur — | Durée — | Nb. d’arrêts — | Matériel — | Jours de fonctionnement L, Ma, Me, J, V, S                                                                                                | Jour / Soir / Nuit / Fêtes O / N / N / N                                                                                                  | Voy. / an — | Dépôt — |
| 2     | Desserte : Fréjus (Zoo, Z.I Capitou, Natura Parc, Saint-Lambert, Les Chênes, Gare Routière, Lycée Camus, Collège Léotard, les IFS) ; Saint-Raphaël (CAVEM, Centre-Ville). | | | | | | | | |
| 2     | Autre : | | | | | | | | |
| 2     | Dernière actualisation : — | | | | | | | | |
| 3     | Fréjus — Gare Routière/Collège Villeneuve ⥋ Saint-Raphaël — Gare Routière | Fréjus — Gare Routière/Collège Villeneuve ⥋ Saint-Raphaël — Gare Routière                                                                 | Fréjus — Gare Routière/Collège Villeneuve ⥋ Saint-Raphaël — Gare Routière                                                                 | Fréjus — Gare Routière/Collège Villeneuve ⥋ Saint-Raphaël — Gare Routière                                                                 | Fréjus — Gare Routière/Collège Villeneuve ⥋ Saint-Raphaël — Gare Routière                                                                 | Fréjus — Gare Routière/Collège Villeneuve ⥋ Saint-Raphaël — Gare Routière                                                                 | Fréjus — Gare Routière/Collège Villeneuve ⥋ Saint-Raphaël — Gare Routière                                                                 | Fréjus — Gare Routière/Collège Villeneuve ⥋ Saint-Raphaël — Gare Routière                                                                 | Fréjus — Gare Routière/Collège Villeneuve ⥋ Saint-Raphaël — Gare Routière                                                                 |
| 3     | Ouverture / Fermeture 4 septembre 2017 / 31 août 2022 | Longueur — | Durée — | Nb. d’arrêts — | Matériel — | Jours de fonctionnement — | Jour / Soir / Nuit / Fêtes — / — / — / —                                                                                                  | Voy. / an — | Dépôt — |
| 3     | Desserte : — | | | | | | | | |
| 3     | Autre : | | | | | | | | |
| 3     | Dernière actualisation : — | | | | | | | | |
| 4     | Roquebrune-sur-Argens — Coopérative ⥋ Saint-Raphaël — Gare Routière | Roquebrune-sur-Argens — Coopérative ⥋ Saint-Raphaël — Gare Routière                                                                       | Roquebrune-sur-Argens — Coopérative ⥋ Saint-Raphaël — Gare Routière                                                                       | Roquebrune-sur-Argens — Coopérative ⥋ Saint-Raphaël — Gare Routière                                                                       | Roquebrune-sur-Argens — Coopérative ⥋ Saint-Raphaël — Gare Routière                                                                       | Roquebrune-sur-Argens — Coopérative ⥋ Saint-Raphaël — Gare Routière                                                                       | Roquebrune-sur-Argens — Coopérative ⥋ Saint-Raphaël — Gare Routière                                                                       | Roquebrune-sur-Argens — Coopérative ⥋ Saint-Raphaël — Gare Routière                                                                       | Roquebrune-sur-Argens — Coopérative ⥋ Saint-Raphaël — Gare Routière                                                                       |
| 4     | Ouverture / Fermeture 4 septembre 2017 / 31 août 2022 | Longueur — | Durée — | Nb. d’arrêts — | Matériel — | Jours de fonctionnement — | Jour / Soir / Nuit / Fêtes — / — / — / —                                                                                                  | Voy. / an — | Dépôt — |
| 4     | Desserte : — | | | | | | | | |
| 4     | Autre : | | | | | | | | |
| 4     | Dernière actualisation : — | | | | | | | | |
| 5     | Saint-Raphaël — Collège de l'Esterel ⥋ Saint-Raphaël — Gare Routière | Saint-Raphaël — Collège de l'Esterel ⥋ Saint-Raphaël — Gare Routière                                                                      | Saint-Raphaël — Collège de l'Esterel ⥋ Saint-Raphaël — Gare Routière                                                                      | Saint-Raphaël — Collège de l'Esterel ⥋ Saint-Raphaël — Gare Routière                                                                      | Saint-Raphaël — Collège de l'Esterel ⥋ Saint-Raphaël — Gare Routière                                                                      | Saint-Raphaël — Collège de l'Esterel ⥋ Saint-Raphaël — Gare Routière                                                                      | Saint-Raphaël — Collège de l'Esterel ⥋ Saint-Raphaël — Gare Routière                                                                      | Saint-Raphaël — Collège de l'Esterel ⥋ Saint-Raphaël — Gare Routière                                                                      | Saint-Raphaël — Collège de l'Esterel ⥋ Saint-Raphaël — Gare Routière                                                                      |
| 5     | Ouverture / Fermeture 4 septembre 2017 / 31 août 2022 | Longueur — | Durée — | Nb. d’arrêts — | Matériel — | Jours de fonctionnement — | Jour / Soir / Nuit / Fêtes — / — / — / —                                                                                                  | Voy. / an — | Dépôt — |
| 5     | Desserte : — | | | | | | | | |
| 5     | Autre : | | | | | | | | |
| 5     | Dernière actualisation : — | | | | | | | | |
| 6     | Saint-Raphaël — Barrage des Cous ⥋ Saint-Raphaël — Gare Routière | Saint-Raphaël — Barrage des Cous ⥋ Saint-Raphaël — Gare Routière                                                                          | Saint-Raphaël — Barrage des Cous ⥋ Saint-Raphaël — Gare Routière                                                                          | Saint-Raphaël — Barrage des Cous ⥋ Saint-Raphaël — Gare Routière                                                                          | Saint-Raphaël — Barrage des Cous ⥋ Saint-Raphaël — Gare Routière                                                                          | Saint-Raphaël — Barrage des Cous ⥋ Saint-Raphaël — Gare Routière                                                                          | Saint-Raphaël — Barrage des Cous ⥋ Saint-Raphaël — Gare Routière                                                                          | Saint-Raphaël — Barrage des Cous ⥋ Saint-Raphaël — Gare Routière                                                                          | Saint-Raphaël — Barrage des Cous ⥋ Saint-Raphaël — Gare Routière                                                                          |
| 6     | Ouverture / Fermeture 4 septembre 2017 / 31 août 2022 | Longueur — | Durée — | Nb. d’arrêts — | Matériel — | Jours de fonctionnement — | Jour / Soir / Nuit / Fêtes — / — / — / —                                                                                                  | Voy. / an — | Dépôt — |
| 6     | Desserte : — | | | | | | | | |
| 6     | Autre : | | | | | | | | |
| 6     | Dernière actualisation : — | | | | | | | | |
| 7     | Saint-Raphaël — Rostand ⥋ Saint-Raphaël — Gare Routière | Saint-Raphaël — Rostand ⥋ Saint-Raphaël — Gare Routière                                                                                   | Saint-Raphaël — Rostand ⥋ Saint-Raphaël — Gare Routière                                                                                   | Saint-Raphaël — Rostand ⥋ Saint-Raphaël — Gare Routière                                                                                   | Saint-Raphaël — Rostand ⥋ Saint-Raphaël — Gare Routière                                                                                   | Saint-Raphaël — Rostand ⥋ Saint-Raphaël — Gare Routière                                                                                   | Saint-Raphaël — Rostand ⥋ Saint-Raphaël — Gare Routière                                                                                   | Saint-Raphaël — Rostand ⥋ Saint-Raphaël — Gare Routière                                                                                   | Saint-Raphaël — Rostand ⥋ Saint-Raphaël — Gare Routière                                                                                   |
| 7     | Ouverture / Fermeture 4 septembre 2017 / 31 août 2022 | Longueur — | Durée — | Nb. d’arrêts — | Matériel — | Jours de fonctionnement — | Jour / Soir / Nuit / Fêtes — / — / — / —                                                                                                  | Voy. / an — | Dépôt — |
| 7     | Desserte : — | | | | | | | | |
| 7     | Autre : | | | | | | | | |
| 7     | Dernière actualisation : — | | | | | | | | |
| 8     | Saint-Raphaël — Bastide d'Agay/Trayas Pointe Notre Dame ⥋ Saint-Raphaël — Gare Routière | Saint-Raphaël — Bastide d'Agay/Trayas Pointe Notre Dame ⥋ Saint-Raphaël — Gare Routière                                                   | Saint-Raphaël — Bastide d'Agay/Trayas Pointe Notre Dame ⥋ Saint-Raphaël — Gare Routière                                                   | Saint-Raphaël — Bastide d'Agay/Trayas Pointe Notre Dame ⥋ Saint-Raphaël — Gare Routière                                                   | Saint-Raphaël — Bastide d'Agay/Trayas Pointe Notre Dame ⥋ Saint-Raphaël — Gare Routière                                                   | Saint-Raphaël — Bastide d'Agay/Trayas Pointe Notre Dame ⥋ Saint-Raphaël — Gare Routière                                                   | Saint-Raphaël — Bastide d'Agay/Trayas Pointe Notre Dame ⥋ Saint-Raphaël — Gare Routière                                                   | Saint-Raphaël — Bastide d'Agay/Trayas Pointe Notre Dame ⥋ Saint-Raphaël — Gare Routière                                                   | Saint-Raphaël — Bastide d'Agay/Trayas Pointe Notre Dame ⥋ Saint-Raphaël — Gare Routière                                                   |
| 8     | Ouverture / Fermeture 4 septembre 2017 / 31 août 2022 | Longueur — | Durée — | Nb. d’arrêts — | Matériel — | Jours de fonctionnement — | Jour / Soir / Nuit / Fêtes — / — / — / —                                                                                                  | Voy. / an — | Dépôt — |
| 8     | Desserte : — | | | | | | | | |
| 8     | Autre : | | | | | | | | |
| 8     | Dernière actualisation : — | | | | | | | | |
| 9     | Fréjus — Grands Châteaux/La Poste (St-Aygulf) ou Roquebrune-sur-Argens — La Chesnaie (Les Issambres) ⥋ Fréjus — Gare Routière/Lycée Camus | Fréjus — Grands Châteaux/La Poste (St-Aygulf) ou Roquebrune-sur-Argens — La Chesnaie (Les Issambres) ⥋ Fréjus — Gare Routière/Lycée Camus | Fréjus — Grands Châteaux/La Poste (St-Aygulf) ou Roquebrune-sur-Argens — La Chesnaie (Les Issambres) ⥋ Fréjus — Gare Routière/Lycée Camus | Fréjus — Grands Châteaux/La Poste (St-Aygulf) ou Roquebrune-sur-Argens — La Chesnaie (Les Issambres) ⥋ Fréjus — Gare Routière/Lycée Camus | Fréjus — Grands Châteaux/La Poste (St-Aygulf) ou Roquebrune-sur-Argens — La Chesnaie (Les Issambres) ⥋ Fréjus — Gare Routière/Lycée Camus | Fréjus — Grands Châteaux/La Poste (St-Aygulf) ou Roquebrune-sur-Argens — La Chesnaie (Les Issambres) ⥋ Fréjus — Gare Routière/Lycée Camus | Fréjus — Grands Châteaux/La Poste (St-Aygulf) ou Roquebrune-sur-Argens — La Chesnaie (Les Issambres) ⥋ Fréjus — Gare Routière/Lycée Camus | Fréjus — Grands Châteaux/La Poste (St-Aygulf) ou Roquebrune-sur-Argens — La Chesnaie (Les Issambres) ⥋ Fréjus — Gare Routière/Lycée Camus | Fréjus — Grands Châteaux/La Poste (St-Aygulf) ou Roquebrune-sur-Argens — La Chesnaie (Les Issambres) ⥋ Fréjus — Gare Routière/Lycée Camus |
| 9     | Ouverture / Fermeture 4 septembre 2017 / 31 août 2022 | Longueur — | Durée — | Nb. d’arrêts — | Matériel — | Jours de fonctionnement — | Jour / Soir / Nuit / Fêtes — / — / — / —                                                                                                  | Voy. / an — | Dépôt — |
| 9     | Desserte : — | | | | | | | | |
| 9     | Autre : | | | | | | | | |
| 9     | Dernière actualisation : — | | | | | | | | |
| 10    | Saint-Raphaël — Boulouris Mairie Annexe ⥋ Saint-Raphaël — Gare Routière | Saint-Raphaël — Boulouris Mairie Annexe ⥋ Saint-Raphaël — Gare Routière                                                                   | Saint-Raphaël — Boulouris Mairie Annexe ⥋ Saint-Raphaël — Gare Routière                                                                   | Saint-Raphaël — Boulouris Mairie Annexe ⥋ Saint-Raphaël — Gare Routière                                                                   | Saint-Raphaël — Boulouris Mairie Annexe ⥋ Saint-Raphaël — Gare Routière                                                                   | Saint-Raphaël — Boulouris Mairie Annexe ⥋ Saint-Raphaël — Gare Routière                                                                   | Saint-Raphaël — Boulouris Mairie Annexe ⥋ Saint-Raphaël — Gare Routière                                                                   | Saint-Raphaël — Boulouris Mairie Annexe ⥋ Saint-Raphaël — Gare Routière                                                                   | Saint-Raphaël — Boulouris Mairie Annexe ⥋ Saint-Raphaël — Gare Routière                                                                   |
| 10    | Ouverture / Fermeture 4 septembre 2017 / 31 août 2022 | Longueur — | Durée — | Nb. d’arrêts — | Matériel — | Jours de fonctionnement — | Jour / Soir / Nuit / Fêtes — / — / — / —                                                                                                  | Voy. / an — | Dépôt — |
| 10    | Desserte : — | | | | | | | | |
| 10    | Autre : | | | | | | | | |
| 10    | Dernière actualisation : — | | | | | | | | |
| 11    | Roquebrune-sur-Argens — Les 2 Collines/Collège Cabasse ⥋ Fréjus — Gare Routière/Lycée Camus | Roquebrune-sur-Argens — Les 2 Collines/Collège Cabasse ⥋ Fréjus — Gare Routière/Lycée Camus                                               | Roquebrune-sur-Argens — Les 2 Collines/Collège Cabasse ⥋ Fréjus — Gare Routière/Lycée Camus                                               | Roquebrune-sur-Argens — Les 2 Collines/Collège Cabasse ⥋ Fréjus — Gare Routière/Lycée Camus                                               | Roquebrune-sur-Argens — Les 2 Collines/Collège Cabasse ⥋ Fréjus — Gare Routière/Lycée Camus                                               | Roquebrune-sur-Argens — Les 2 Collines/Collège Cabasse ⥋ Fréjus — Gare Routière/Lycée Camus                                               | Roquebrune-sur-Argens — Les 2 Collines/Collège Cabasse ⥋ Fréjus — Gare Routière/Lycée Camus                                               | Roquebrune-sur-Argens — Les 2 Collines/Collège Cabasse ⥋ Fréjus — Gare Routière/Lycée Camus                                               | Roquebrune-sur-Argens — Les 2 Collines/Collège Cabasse ⥋ Fréjus — Gare Routière/Lycée Camus                                               |
| 11    | Ouverture / Fermeture 4 septembre 2017 / 31 août 2022 | Longueur — | Durée — | Nb. d’arrêts — | Matériel — | Jours de fonctionnement — | Jour / Soir / Nuit / Fêtes — / — / — / —                                                                                                  | Voy. / an — | Dépôt — |
| 11    | Desserte : — | | | | | | | | |
| 11    | Autre : | | | | | | | | |
| 11    | Dernière actualisation : — | | | | | | | | |
| 12    | Saint-Raphaël — Athéna ⥋ Saint-Raphaël — Gare Routière | Saint-Raphaël — Athéna ⥋ Saint-Raphaël — Gare Routière                                                                                    | Saint-Raphaël — Athéna ⥋ Saint-Raphaël — Gare Routière                                                                                    | Saint-Raphaël — Athéna ⥋ Saint-Raphaël — Gare Routière                                                                                    | Saint-Raphaël — Athéna ⥋ Saint-Raphaël — Gare Routière                                                                                    | Saint-Raphaël — Athéna ⥋ Saint-Raphaël — Gare Routière                                                                                    | Saint-Raphaël — Athéna ⥋ Saint-Raphaël — Gare Routière                                                                                    | Saint-Raphaël — Athéna ⥋ Saint-Raphaël — Gare Routière                                                                                    | Saint-Raphaël — Athéna ⥋ Saint-Raphaël — Gare Routière                                                                                    |
| 12    | Ouverture / Fermeture 4 septembre 2017 / 31 août 2022 | Longueur — | Durée — | Nb. d’arrêts — | Matériel — | Jours de fonctionnement — | Jour / Soir / Nuit / Fêtes — / — / — / —                                                                                                  | Voy. / an — | Dépôt — |
| 12    | Desserte : — | | | | | | | | |
| 12    | Autre : | | | | | | | | |
| 12    | Dernière actualisation : — | | | | | | | | |
| 13    | Les Adrets de l'Esterel — L'Ubac ⥋ Fréjus — Gare Routière ou Saint-Raphaël — Gare Routière | Les Adrets de l'Esterel — L'Ubac ⥋ Fréjus — Gare Routière ou Saint-Raphaël — Gare Routière                                                | Les Adrets de l'Esterel — L'Ubac ⥋ Fréjus — Gare Routière ou Saint-Raphaël — Gare Routière                                                | Les Adrets de l'Esterel — L'Ubac ⥋ Fréjus — Gare Routière ou Saint-Raphaël — Gare Routière                                                | Les Adrets de l'Esterel — L'Ubac ⥋ Fréjus — Gare Routière ou Saint-Raphaël — Gare Routière                                                | Les Adrets de l'Esterel — L'Ubac ⥋ Fréjus — Gare Routière ou Saint-Raphaël — Gare Routière                                                | Les Adrets de l'Esterel — L'Ubac ⥋ Fréjus — Gare Routière ou Saint-Raphaël — Gare Routière                                                | Les Adrets de l'Esterel — L'Ubac ⥋ Fréjus — Gare Routière ou Saint-Raphaël — Gare Routière                                                | Les Adrets de l'Esterel — L'Ubac ⥋ Fréjus — Gare Routière ou Saint-Raphaël — Gare Routière                                                |
| 13    | Ouverture / Fermeture 4 septembre 2017 / 31 août 2022 | Longueur — | Durée — | Nb. d’arrêts — | Matériel — | Jours de fonctionnement — | Jour / Soir / Nuit / Fêtes — / — / — / —                                                                                                  | Voy. / an — | Dépôt — |
| 13    | Desserte : — | | | | | | | | |
| 13    | Autre : | | | | | | | | |
| 13    | Dernière actualisation : — | | | | | | | | |
| 14    | Saint-Raphaël — Boulouris Mairie Annexe ⥋ Fréjus — Gare Routière/Lycée Camus | Saint-Raphaël — Boulouris Mairie Annexe ⥋ Fréjus — Gare Routière/Lycée Camus                                                              | Saint-Raphaël — Boulouris Mairie Annexe ⥋ Fréjus — Gare Routière/Lycée Camus                                                              | Saint-Raphaël — Boulouris Mairie Annexe ⥋ Fréjus — Gare Routière/Lycée Camus                                                              | Saint-Raphaël — Boulouris Mairie Annexe ⥋ Fréjus — Gare Routière/Lycée Camus                                                              | Saint-Raphaël — Boulouris Mairie Annexe ⥋ Fréjus — Gare Routière/Lycée Camus                                                              | Saint-Raphaël — Boulouris Mairie Annexe ⥋ Fréjus — Gare Routière/Lycée Camus                                                              | Saint-Raphaël — Boulouris Mairie Annexe ⥋ Fréjus — Gare Routière/Lycée Camus                                                              | Saint-Raphaël — Boulouris Mairie Annexe ⥋ Fréjus — Gare Routière/Lycée Camus                                                              |
| 14    | Ouverture / Fermeture 4 septembre 2017 / 31 août 2022 | Longueur — | Durée — | Nb. d’arrêts — | Matériel — | Jours de fonctionnement — | Jour / Soir / Nuit / Fêtes — / — / — / —                                                                                                  | Voy. / an — | Dépôt — |
| 14    | Desserte : — | | | | | | | | |
| 14    | Autre : | | | | | | | | |
| 14    | Dernière actualisation : — | | | | | | | | |
| 15    | Fréjus — Domaine des Vernèdes ⥋ Fréjus — Gare Routière | Fréjus — Domaine des Vernèdes ⥋ Fréjus — Gare Routière                                                                                    | Fréjus — Domaine des Vernèdes ⥋ Fréjus — Gare Routière                                                                                    | Fréjus — Domaine des Vernèdes ⥋ Fréjus — Gare Routière                                                                                    | Fréjus — Domaine des Vernèdes ⥋ Fréjus — Gare Routière                                                                                    | Fréjus — Domaine des Vernèdes ⥋ Fréjus — Gare Routière                                                                                    | Fréjus — Domaine des Vernèdes ⥋ Fréjus — Gare Routière                                                                                    | Fréjus — Domaine des Vernèdes ⥋ Fréjus — Gare Routière                                                                                    | Fréjus — Domaine des Vernèdes ⥋ Fréjus — Gare Routière                                                                                    |
| 15    | Ouverture / Fermeture 4 septembre 2017 / 31 août 2022 | Longueur — | Durée — | Nb. d’arrêts — | Matériel — | Jours de fonctionnement — | Jour / Soir / Nuit / Fêtes — / — / — / —                                                                                                  | Voy. / an — | Dépôt — |
| 15    | Desserte : — | | | | | | | | |
| 15    | Autre : | | | | | | | | |
| 15    | Dernière actualisation : — | | | | | | | | |
| 16    | Fréjus — Pin de la Lègue/Domaine du Capitou ⥋ Fréjus — Lycée Camus | Fréjus — Pin de la Lègue/Domaine du Capitou ⥋ Fréjus — Lycée Camus                                                                        | Fréjus — Pin de la Lègue/Domaine du Capitou ⥋ Fréjus — Lycée Camus                                                                        | Fréjus — Pin de la Lègue/Domaine du Capitou ⥋ Fréjus — Lycée Camus                                                                        | Fréjus — Pin de la Lègue/Domaine du Capitou ⥋ Fréjus — Lycée Camus                                                                        | Fréjus — Pin de la Lègue/Domaine du Capitou ⥋ Fréjus — Lycée Camus                                                                        | Fréjus — Pin de la Lègue/Domaine du Capitou ⥋ Fréjus — Lycée Camus                                                                        | Fréjus — Pin de la Lègue/Domaine du Capitou ⥋ Fréjus — Lycée Camus                                                                        | Fréjus — Pin de la Lègue/Domaine du Capitou ⥋ Fréjus — Lycée Camus                                                                        |
| 16    | Ouverture / Fermeture 4 septembre 2017 / 1er juillet 2022 | Longueur — | Durée — | Nb. d’arrêts — | Matériel — | Jours de fonctionnement — | Jour / Soir / Nuit / Fêtes — / — / — / —                                                                                                  | Voy. / an — | Dépôt — |
| 16    | Desserte : — | | | | | | | | |
| 16    | Autre : | | | | | | | | |
| 16    | Dernière actualisation : — | | | | | | | | |
| 21    | Saint-Raphaël — Trayas Pointe Notre Dame ou Bastide d'Agay ⥋ Saint-Raphaël — Gare Routière | Saint-Raphaël — Trayas Pointe Notre Dame ou Bastide d'Agay ⥋ Saint-Raphaël — Gare Routière                                                | Saint-Raphaël — Trayas Pointe Notre Dame ou Bastide d'Agay ⥋ Saint-Raphaël — Gare Routière                                                | Saint-Raphaël — Trayas Pointe Notre Dame ou Bastide d'Agay ⥋ Saint-Raphaël — Gare Routière                                                | Saint-Raphaël — Trayas Pointe Notre Dame ou Bastide d'Agay ⥋ Saint-Raphaël — Gare Routière                                                | Saint-Raphaël — Trayas Pointe Notre Dame ou Bastide d'Agay ⥋ Saint-Raphaël — Gare Routière                                                | Saint-Raphaël — Trayas Pointe Notre Dame ou Bastide d'Agay ⥋ Saint-Raphaël — Gare Routière                                                | Saint-Raphaël — Trayas Pointe Notre Dame ou Bastide d'Agay ⥋ Saint-Raphaël — Gare Routière                                                | Saint-Raphaël — Trayas Pointe Notre Dame ou Bastide d'Agay ⥋ Saint-Raphaël — Gare Routière                                                |
| 21    | Ouverture / Fermeture 2 juillet 2018 / 31 août 2022 | Longueur — | Durée — | Nb. d’arrêts — | Matériel — | Jours de fonctionnement — | Jour / Soir / Nuit / Fêtes — / — / — / —                                                                                                  | Voy. / an — | Dépôt — |
| 21    | Desserte : — | | | | | | | | |
| 21    | Autre : | | | | | | | | |
| 21    | Dernière actualisation : — | | | | | | | | |

#### Navettes électriques
| Ligne | Caractéristiques                                       | Caractéristiques                                       | Caractéristiques                                       | Caractéristiques                                       | Caractéristiques                                       | Caractéristiques                                       | Caractéristiques                                       | Caractéristiques                                       | Caractéristiques                                       |
| A     | NAVETTE A                                              | NAVETTE A                                              | NAVETTE A                                              | NAVETTE A                                              | NAVETTE A                                              | NAVETTE A                                              | NAVETTE A                                              | NAVETTE A                                              | NAVETTE A                                              |
| A     | Fréjus — Gare Routière ⥋ Saint-Raphaël — Gare Routière | Fréjus — Gare Routière ⥋ Saint-Raphaël — Gare Routière | Fréjus — Gare Routière ⥋ Saint-Raphaël — Gare Routière | Fréjus — Gare Routière ⥋ Saint-Raphaël — Gare Routière | Fréjus — Gare Routière ⥋ Saint-Raphaël — Gare Routière | Fréjus — Gare Routière ⥋ Saint-Raphaël — Gare Routière | Fréjus — Gare Routière ⥋ Saint-Raphaël — Gare Routière | Fréjus — Gare Routière ⥋ Saint-Raphaël — Gare Routière | Fréjus — Gare Routière ⥋ Saint-Raphaël — Gare Routière |
| ----- | ------------------------------------------------------ | ------------------------------------------------------ | ------------------------------------------------------ | ------------------------------------------------------ | ------------------------------------------------------ | ------------------------------------------------------ | ------------------------------------------------------ | ------------------------------------------------------ | ------------------------------------------------------ |
| A     | Ouverture / Fermeture 4 septembre 2017 / 31 août 2022  | Longueur —                                             | Durée —                                                | Nb. d’arrêts —                                         | Matériel —                                             | Jours de fonctionnement —                              | Jour / Soir / Nuit / Fêtes — / — / — / —               | Voy. / an —                                            | Dépôt —                                                |
| A     | Desserte : —                                           |                                                        |                                                        |                                                        |                                                        |                                                        |                                                        |                                                        |                                                        |
| A     | Autre :                                                |                                                        |                                                        |                                                        |                                                        |                                                        |                                                        |                                                        |                                                        |
| A     | Dernière actualisation : —                             |                                                        |                                                        |                                                        |                                                        |                                                        |                                                        |                                                        |                                                        |
| B     | NAVETTE B                                              | NAVETTE B                                              | NAVETTE B                                              | NAVETTE B                                              | NAVETTE B                                              | NAVETTE B                                              | NAVETTE B                                              | NAVETTE B                                              | NAVETTE B                                              |
| B     | Fréjus — Gare Routière ⥋ Saint-Raphaël — Gare Routière |                                                        |                                                        |                                                        |                                                        |                                                        |                                                        |                                                        |                                                        |
| B     | Ouverture / Fermeture 4 septembre 2017 / 31 août 2022  | Longueur —                                             | Durée —                                                | Nb. d’arrêts —                                         | Matériel —                                             | Jours de fonctionnement —                              | Jour / Soir / Nuit / Fêtes — / — / — / —               | Voy. / an —                                            | Dépôt —                                                |
| B     | Desserte : —                                           |                                                        |                                                        |                                                        |                                                        |                                                        |                                                        |                                                        |                                                        |
| B     | Autre :                                                |                                                        |                                                        |                                                        |                                                        |                                                        |                                                        |                                                        |                                                        |
| B     | Dernière actualisation : —                             |                                                        |                                                        |                                                        |                                                        |                                                        |                                                        |                                                        |                                                        |
| C     | NAVETTE C                                              | NAVETTE C                                              | NAVETTE C                                              | NAVETTE C                                              | NAVETTE C                                              | NAVETTE C                                              | NAVETTE C                                              | NAVETTE C                                              | NAVETTE C                                              |
| C     | Fréjus — Gare Routière ⥋ Fréjus — Gare Routière        |                                                        |                                                        |                                                        |                                                        |                                                        |                                                        |                                                        |                                                        |
| C     | Ouverture / Fermeture 4 septembre 2017 / 31 août 2022  | Longueur —                                             | Durée —                                                | Nb. d’arrêts —                                         | Matériel —                                             | Jours de fonctionnement —                              | Jour / Soir / Nuit / Fêtes — / — / — / —               | Voy. / an —                                            | Dépôt —                                                |
| C     | Desserte : —                                           |                                                        |                                                        |                                                        |                                                        |                                                        |                                                        |                                                        |                                                        |
| C     | Autre :                                                |                                                        |                                                        |                                                        |                                                        |                                                        |                                                        |                                                        |                                                        |
| C     | Dernière actualisation : —                             |                                                        |                                                        |                                                        |                                                        |                                                        |                                                        |                                                        |                                                        |
| D     | NAVETTE D                                              | NAVETTE D                                              | NAVETTE D                                              | NAVETTE D                                              | NAVETTE D                                              | NAVETTE D                                              | NAVETTE D                                              | NAVETTE D                                              | NAVETTE D                                              |
| D     | Fréjus — Gare Routière ⥋ Fréjus — Gare Routière        |                                                        |                                                        |                                                        |                                                        |                                                        |                                                        |                                                        |                                                        |
| D     | Ouverture / Fermeture 4 septembre 2017 / 31 août 2022  | Longueur —                                             | Durée —                                                | Nb. d’arrêts —                                         | Matériel —                                             | Jours de fonctionnement —                              | Jour / Soir / Nuit / Fêtes — / — / — / —               | Voy. / an —                                            | Dépôt —                                                |
| D     | Desserte : —                                           |                                                        |                                                        |                                                        |                                                        |                                                        |                                                        |                                                        |                                                        |
| D     | Autre :                                                |                                                        |                                                        |                                                        |                                                        |                                                        |                                                        |                                                        |                                                        |
| D     | Dernière actualisation : —                             |                                                        |                                                        |                                                        |                                                        |                                                        |                                                        |                                                        |                                                        |

#### Lignes estivales
| Ligne | Caractéristiques                                                                    | Caractéristiques                                                                    | Caractéristiques                                                                    | Caractéristiques                                                                    | Caractéristiques                                                                    | Caractéristiques                                                                    | Caractéristiques                                                                    | Caractéristiques                                                                    | Caractéristiques                                                                    |
| 20    | Fréjus — Pin de La Lègue ⥋ Fréjus — La Poste (St-Aygulf)                            | Fréjus — Pin de La Lègue ⥋ Fréjus — La Poste (St-Aygulf)                            | Fréjus — Pin de La Lègue ⥋ Fréjus — La Poste (St-Aygulf)                            | Fréjus — Pin de La Lègue ⥋ Fréjus — La Poste (St-Aygulf)                            | Fréjus — Pin de La Lègue ⥋ Fréjus — La Poste (St-Aygulf)                            | Fréjus — Pin de La Lègue ⥋ Fréjus — La Poste (St-Aygulf)                            | Fréjus — Pin de La Lègue ⥋ Fréjus — La Poste (St-Aygulf)                            | Fréjus — Pin de La Lègue ⥋ Fréjus — La Poste (St-Aygulf)                            | Fréjus — Pin de La Lègue ⥋ Fréjus — La Poste (St-Aygulf)                            |
| ----- | ----------------------------------------------------------------------------------- | ----------------------------------------------------------------------------------- | ----------------------------------------------------------------------------------- | ----------------------------------------------------------------------------------- | ----------------------------------------------------------------------------------- | ----------------------------------------------------------------------------------- | ----------------------------------------------------------------------------------- | ----------------------------------------------------------------------------------- | ----------------------------------------------------------------------------------- |
| 20    | Ouverture / Fermeture 2 juillet 2018 / 31 août 2022                                 | Longueur —                                                                          | Durée —                                                                             | Nb. d’arrêts —                                                                      | Matériel —                                                                          | Jours de fonctionnement —                                                           | Jour / Soir / Nuit / Fêtes — / — / — / —                                            | Voy. / an —                                                                         | Dépôt —                                                                             |
| 20    | Desserte : —                                                                        |                                                                                     |                                                                                     |                                                                                     |                                                                                     |                                                                                     |                                                                                     |                                                                                     |                                                                                     |
| 20    | Autre :                                                                             |                                                                                     |                                                                                     |                                                                                     |                                                                                     |                                                                                     |                                                                                     |                                                                                     |                                                                                     |
| 20    | Dernière actualisation : —                                                          |                                                                                     |                                                                                     |                                                                                     |                                                                                     |                                                                                     |                                                                                     |                                                                                     |                                                                                     |
| 23    | Roquebrune-sur-Argens — La Chesnaie (Les Issambres) ⥋ Saint-Raphaël — Gare Routière | Roquebrune-sur-Argens — La Chesnaie (Les Issambres) ⥋ Saint-Raphaël — Gare Routière | Roquebrune-sur-Argens — La Chesnaie (Les Issambres) ⥋ Saint-Raphaël — Gare Routière | Roquebrune-sur-Argens — La Chesnaie (Les Issambres) ⥋ Saint-Raphaël — Gare Routière | Roquebrune-sur-Argens — La Chesnaie (Les Issambres) ⥋ Saint-Raphaël — Gare Routière | Roquebrune-sur-Argens — La Chesnaie (Les Issambres) ⥋ Saint-Raphaël — Gare Routière | Roquebrune-sur-Argens — La Chesnaie (Les Issambres) ⥋ Saint-Raphaël — Gare Routière | Roquebrune-sur-Argens — La Chesnaie (Les Issambres) ⥋ Saint-Raphaël — Gare Routière | Roquebrune-sur-Argens — La Chesnaie (Les Issambres) ⥋ Saint-Raphaël — Gare Routière |
| 23    | Ouverture / Fermeture 2 juillet 2018 / 31 août 2022                                 | Longueur —                                                                          | Durée —                                                                             | Nb. d’arrêts —                                                                      | Matériel —                                                                          | Jours de fonctionnement —                                                           | Jour / Soir / Nuit / Fêtes — / — / — / —                                            | Voy. / an —                                                                         | Dépôt —                                                                             |
| 23    | Desserte : —                                                                        |                                                                                     |                                                                                     |                                                                                     |                                                                                     |                                                                                     |                                                                                     |                                                                                     |                                                                                     |
| 23    | Autre :                                                                             |                                                                                     |                                                                                     |                                                                                     |                                                                                     |                                                                                     |                                                                                     |                                                                                     |                                                                                     |
| 23    | Dernière actualisation : —                                                          |                                                                                     |                                                                                     |                                                                                     |                                                                                     |                                                                                     |                                                                                     |                                                                                     |                                                                                     |
| JULII | NAVETTE JULII                                                                       | NAVETTE JULII                                                                       | NAVETTE JULII                                                                       | NAVETTE JULII                                                                       | NAVETTE JULII                                                                       | NAVETTE JULII                                                                       | NAVETTE JULII                                                                       | NAVETTE JULII                                                                       | NAVETTE JULII                                                                       |
| JULII | Fréjus — Bord de Mer ⥋ Fréjus — Bord de Mer                                         |                                                                                     |                                                                                     |                                                                                     |                                                                                     |                                                                                     |                                                                                     |                                                                                     |                                                                                     |
| JULII | Ouverture / Fermeture 1er juillet 2021 / 31 août 2022                               | Longueur —                                                                          | Durée —                                                                             | Nb. d’arrêts —                                                                      | Matériel —                                                                          | Jours de fonctionnement —                                                           | Jour / Soir / Nuit / Fêtes — / — / — / —                                            | Voy. / an —                                                                         | Dépôt —                                                                             |
| JULII | Desserte : —                                                                        |                                                                                     |                                                                                     |                                                                                     |                                                                                     |                                                                                     |                                                                                     |                                                                                     |                                                                                     |
| JULII | Autre :                                                                             |                                                                                     |                                                                                     |                                                                                     |                                                                                     |                                                                                     |                                                                                     |                                                                                     |                                                                                     |
| JULII | Dernière actualisation : —                                                          |                                                                                     |                                                                                     |                                                                                     |                                                                                     |                                                                                     |                                                                                     |                                                                                     |                                                                                     |

#### Lignes supprimées
| Ligne | Caractéristiques                                                                           | Caractéristiques                                                                           | Caractéristiques                                                                           | Caractéristiques                                                                           | Caractéristiques                                                                           | Caractéristiques                                                                           | Caractéristiques                                                                           | Caractéristiques                                                                           | Caractéristiques                                                                           |
| NPR   | NAVETTE PARKING ROQUEBRUNE                                                                 | NAVETTE PARKING ROQUEBRUNE                                                                 | NAVETTE PARKING ROQUEBRUNE                                                                 | NAVETTE PARKING ROQUEBRUNE                                                                 | NAVETTE PARKING ROQUEBRUNE                                                                 | NAVETTE PARKING ROQUEBRUNE                                                                 | NAVETTE PARKING ROQUEBRUNE                                                                 | NAVETTE PARKING ROQUEBRUNE                                                                 | NAVETTE PARKING ROQUEBRUNE                                                                 |
| NPR   | Roquebrune-sur-Argens — Parking St-Roch ⥋ Roquebrune-sur-Argens — Parking Près des Chevaux | Roquebrune-sur-Argens — Parking St-Roch ⥋ Roquebrune-sur-Argens — Parking Près des Chevaux | Roquebrune-sur-Argens — Parking St-Roch ⥋ Roquebrune-sur-Argens — Parking Près des Chevaux | Roquebrune-sur-Argens — Parking St-Roch ⥋ Roquebrune-sur-Argens — Parking Près des Chevaux | Roquebrune-sur-Argens — Parking St-Roch ⥋ Roquebrune-sur-Argens — Parking Près des Chevaux | Roquebrune-sur-Argens — Parking St-Roch ⥋ Roquebrune-sur-Argens — Parking Près des Chevaux | Roquebrune-sur-Argens — Parking St-Roch ⥋ Roquebrune-sur-Argens — Parking Près des Chevaux | Roquebrune-sur-Argens — Parking St-Roch ⥋ Roquebrune-sur-Argens — Parking Près des Chevaux | Roquebrune-sur-Argens — Parking St-Roch ⥋ Roquebrune-sur-Argens — Parking Près des Chevaux |
| ----- | ------------------------------------------------------------------------------------------ | ------------------------------------------------------------------------------------------ | ------------------------------------------------------------------------------------------ | ------------------------------------------------------------------------------------------ | ------------------------------------------------------------------------------------------ | ------------------------------------------------------------------------------------------ | ------------------------------------------------------------------------------------------ | ------------------------------------------------------------------------------------------ | ------------------------------------------------------------------------------------------ |
| NPR   | Ouverture / Fermeture 1er juillet 2021 / 15 septembre 2021                                 | Longueur —                                                                                 | Durée —                                                                                    | Nb. d’arrêts —                                                                             | Matériel —                                                                                 | Jours de fonctionnement —                                                                  | Jour / Soir / Nuit / Fêtes — / — / — / —                                                   | Voy. / an —                                                                                | Dépôt —                                                                                    |
| NPR   | Desserte : —                                                                               |                                                                                            |                                                                                            |                                                                                            |                                                                                            |                                                                                            |                                                                                            |                                                                                            |                                                                                            |
| NPR   | Autre :                                                                                    |                                                                                            |                                                                                            |                                                                                            |                                                                                            |                                                                                            |                                                                                            |                                                                                            |                                                                                            |
| NPR   | Dernière actualisation : —                                                                 |                                                                                            |                                                                                            |                                                                                            |                                                                                            |                                                                                            |                                                                                            |                                                                                            |                                                                                            |
| 22    | Roquebrune-sur-Argens — San Peire (Les Issambres) ⥋ Roquebrune-sur-Argens — Les 2 Collines | Roquebrune-sur-Argens — San Peire (Les Issambres) ⥋ Roquebrune-sur-Argens — Les 2 Collines | Roquebrune-sur-Argens — San Peire (Les Issambres) ⥋ Roquebrune-sur-Argens — Les 2 Collines | Roquebrune-sur-Argens — San Peire (Les Issambres) ⥋ Roquebrune-sur-Argens — Les 2 Collines | Roquebrune-sur-Argens — San Peire (Les Issambres) ⥋ Roquebrune-sur-Argens — Les 2 Collines | Roquebrune-sur-Argens — San Peire (Les Issambres) ⥋ Roquebrune-sur-Argens — Les 2 Collines | Roquebrune-sur-Argens — San Peire (Les Issambres) ⥋ Roquebrune-sur-Argens — Les 2 Collines | Roquebrune-sur-Argens — San Peire (Les Issambres) ⥋ Roquebrune-sur-Argens — Les 2 Collines | Roquebrune-sur-Argens — San Peire (Les Issambres) ⥋ Roquebrune-sur-Argens — Les 2 Collines |
| 22    | Ouverture / Fermeture 2 juillet 2018 / 31 août 2021                                        | Longueur —                                                                                 | Durée —                                                                                    | Nb. d’arrêts —                                                                             | Matériel —                                                                                 | Jours de fonctionnement —                                                                  | Jour / Soir / Nuit / Fêtes — / — / — / —                                                   | Voy. / an —                                                                                | Dépôt —                                                                                    |
| 22    | Desserte : —                                                                               |                                                                                            |                                                                                            |                                                                                            |                                                                                            |                                                                                            |                                                                                            |                                                                                            |                                                                                            |
| 22    | Autre :                                                                                    |                                                                                            |                                                                                            |                                                                                            |                                                                                            |                                                                                            |                                                                                            |                                                                                            |                                                                                            |
| 22    | Dernière actualisation : —                                                                 |                                                                                            |                                                                                            |                                                                                            |                                                                                            |                                                                                            |                                                                                            |                                                                                            |                                                                                            |